# Призвание сыновей Зеведеевых
«Призвание сыновей Зеведеевых» (итал. Vocazione dei figli di Zebedeo) — картина итальянского живописца Марко Базаити (ок. 1470—1530), представителя венецианской школы. Создана в 1510 году. Хранится в коллекции Галереи Академии в Венеции.

## История
Картина была написана по заказу патриарха Антонио Суриана для главного алтаря церкви Сант-Андреа-делла Чертоза в Венеции; для братьев монастыря сюжет с призванием апостолов был очень важным. С 1812 года хранится в коллекции Галереи Академии в Венеции. Небольшой вариант этой картины, созданный в 1515 году, хранится в Вене.

## Описание
Это полотно — первый алтарный образ на повествовательный сюжет в венецианском живописи — изображает эпизод призвания апостолов Иакова и Иоанна, сыновей рыбака Зеведея (Мф. 4:21, 22). На первом плане слева Иисус Христос, стоящий между Петром и Андреем, зовет к себе Иакова и Иоанна, которые оставили лодку и отца и идут к нему. Сцена разворачивается на фоне Тивериадского озера, где также изображены и другие рыбаки, заняты своими делами, что подчеркивает чередование жизни деятельной и жизни созерцательной. Сцена, написанная как реальная, происходит в пространстве умиротворенного пейзажа, в котором на фоне всех оттенков синего — моря, неба, гор — молчаливая, защищена от светской суеты обитель праведных картезианцев (слово «чертоза» означает монастырь ордена картезианцев).
Диалог между Иисусом и новыми апостолами кажется напряженным, они увлечены видением Христа: Иаков, будущий святой покровитель пилигримов, опустился на колено, а Иван, будущий евангелист, прижимает руку к груди. Исследования показали, что уже после завершения доски добавили еще одну. Лодки и мальчик с удочкой на переднем плане были написаны позже. Строгость формы и жестокость композиции, присущие первым работам Базаити, смягчены в этой работе благодаря свету и цвету, создающим объем.